# Jules Barbier
Jules Barbier (8. března 1825 Paříž – 16. ledna 1901) byl francouzský básník, spisovatel a operní libretista.

## Dílo
Při psaní libret často spolupracoval s Michelem Carrém. Spolupracoval na libretech k několika významným operám, například Faust a Roméo et Juliette od Charlese Gounoda, Galatea od Victora Massého, Dinora aneb Pouť na Ploërmel od Giacoma Meyerbeera, Hoffmannovy povídky od Jacquesa Offenbacha nebo Le Timbre d'Argent od Camilla Saint-Saënsa.
Jeho otec, Nicolas-Alexandre Barbier (1789–1864) byl malíř, který vyhotovil několik zakázek pro krále Ludvíka Filipa. Jeho syn, Pierre Barbier, byl rovněž spisovatel a libretista.